# Хоакін Соса
Енсо Хоакін Соса Романюк (ісп. Enzo Joaquín Sosa Romañuk; нар. 10 січня 2002, Фрай-Бентос) — уругвайський футболіст, центральний захисник італійської «Болоньї». На умовах оренди грає за «Динамо» (Загреб).
Виступав за юнацькі збірні Уругваю.

## Клубна кар'єра
Народився 10 січня 2002 року в місті Фрай-Бентос. Вихованець юнацьких команд футбольних клубів «Англо» та «Насьйональ».
У дорослому футболі дебютував 2020 року виступами за головну команду «Насьйоналя», взявши того сезону участь в одному матчі переможного для його клубу сезону.
2021 року для здобуття ігрової практики віддавався в оренду до клубу «Рентістас», а першу половину 2022 року на аналогічних умовах провів у «Ліверпулі» (Монтевідео).
17 серпня 2022 року перейшов до італійської «Болоньї», яка сплатила за трансфер захисника 1,7 мільйона євро.

## Виступи за збірні
2017 року дебютував у складі юнацької збірної Уругваю (U-15), загалом на юнацькому рівні взяв участь у 45 іграх, відзначившись 4 забитими голами.

## Статистика виступів

### Статистика клубних виступів
Станом на 28 липня 2022
| Сезон             | Команда                  | Чемпіонат         | Чемпіонат | Чемпіонат | Національний кубок | Національний кубок | Національний кубок | Континентальні кубки | Континентальні кубки | Континентальні кубки | Інші змагання | Інші змагання | Інші змагання | Усього | Усього |
| Сезон             | Команда                  | Ліга              | Ігор      | Голів     | Ліга               | Ігор               | Голів              | Ліга                 | Ігор                 | Голів                | Ліга          | Ігор          | Голів         | Ігор   | Голів  |
| ----------------- | ------------------------ | ----------------- | --------- | --------- | ------------------ | ------------------ | ------------------ | -------------------- | -------------------- | -------------------- | ------------- | ------------- | ------------- | ------ | ------ |
| 2020              | «Насьйональ»             | ПД                | 1         | 0         | -                  | -                  | -                  | КЛ                   | -                    | -                    | СКУ           | -             | -             | 1      | 0      |
| 2021              | «Рентістас»              | ПД                | 25        | 2         | -                  | -                  | -                  | КЛ                   | 5                    | 0                    | -             | -             | -             | 30     | 2      |
| лют.-серп. 2022   | «Ліверпуль» (Монтевідео) | ПД                | 18        | 0         | -                  | -                  | -                  | ПК                   | 2                    | 0                    | -             | -             | -             | 20     | 0      |
| серп. 2022–23     | «Болонья»                | A                 | 0         | 0         | КІ                 | -                  | -                  | -                    | -                    | -                    | -             | -             | -             | 0      | 0      |
| Усього за кар'єру | Усього за кар'єру        | Усього за кар'єру | 44        | 2         |                    | -                  | -                  |                      | 7                    | 0                    |               | -             | -             | 51     | 2      |

## Титули і досягнення
- Чемпіон Уругваю (1):

«Насьйональ»: 2020